# Raros Ratones
Raros Ratones es una recopilación de la banda de rock argentina Los Ratones Paranoicos editada en 1995 por Del Cielito Records. 
Este álbum recopilatorio incluye versiones alternativas de las primeras canciones de la banda, mayormente grabadas entre 1984 y 1985, más una canción inédita: "Destruida Roll", de 1989.

## Lista de canciones
1. Destruida Roll (3:15)
2. Rainbow (3:53)
3. Descerebrado (3:58)
4. Ahora No Es lo Mismo (Moda) (2:55)
5. Movamos (2:07)
6. Carol (Carolina) (3:29)
7. Chica Cadáver (2:50)
8. Slide (3:40)
9. Ya No Me Importa (3:52)
10. Sucio Gas (4:14)